# Восточнославянские племена
Восточнославянские племена (племенные союзы восточных славян, восточнославянские союзы племён, объединения восточных славян) — догосударственные общности, социальные и этнополитические структуры восточных славян. Образование союзов считается этапом на пути складывания государственности восточных славян. Под «союзами племён» подразумеваются сложные образования, носившие уже не родоплеменной, а территориально-политический характер.
Существует мнение, что восточнославянские догосударственные общности были не союзами племён, а вождествами; как и у других славян, предполагается переход от простых вождеств к сложным с дальнейшим развитием в направлении формирования государств.
Восточные славяне являются не географическим, а этноисторическим понятием. Считается, что история восточного славянства начинается с периода, когда из общеславянского (праславянского) языка начал выделяться самостоятельный восточнославянский язык — по лингвистическим данным, в VII—VIII веках.
К числу восточнославянских племён принадлежали дулебы (Волынь и Припятское Полесье), белые хорваты (Северо-Восточное Прикарпатье), тиверцы (Поднестровье), уличи (первоначально нижней Днепр, затем междуречье Южного Буга и Днестра), волыняне (верховья Буга, Стыри и Горыни), древляне (верховья Тетерева и Ужа), дреговичи (бассейн Припяти, где позже сложилась Туровская земля) и поляне (Среднее Поднепровье), северяне (левобережье Среднего Поднепровья), вятичи (бассейн верхней и средней Оки), радимичи (бассейн Сожа), донские славяне (неизвестны русским летописям), кривичи, включая псковских (Псковско-Ильменский регион) и смоленско-полоцких, ильменские словене (Приильменье).
С X века сформировали древнерусскую народность.

## Историография
В исследованиях российских историков XVIII—XX веков тема была ограничена комментариями к летописным известиям. Авторы высказали ряд догадок относительно истории восточнославянских племён. Плодотворной стала попытка основателя русской исторической географии Н. П. Барсова (1885) применять данные топонимики с целью очертить ареалы летописных славянских племён.
В XIX веке, в особенности во второй половине столетия, практически по всей восточнославянской территории активно проводились раскопки курганов, являвшихся погребальными памятниками восточных славян IX—XIV веках. В этой работе участвовали специалисты-археологи, историки, краеведы, любители старины. Многие эти раскопки выполнялись некачественно. К концу века было вскрыто примерно 20 тысяч курганных насыпей. Данные находки составили масштабные вещевые коллекции во многих музеях Восточной Европы. В 1899 году выдающимся археологом А. А. Спицыным было показано, что курганы и вещевые материалы из них могут рассматриваться в качестве важнейшего исторического источника для изучения восточнославянских племён.
Исследуя современные ему диалекты восточнославянских языков и древнерусскую письменность, А. А. Шахматов (1899), А. И. Соболевский (1884) пришли к выводу, что имеется зависимость между диалектной дифференциации древней Руси и летописными племенами. Последние они рассматривали как этнические группы в рамках восточного славянства. Они установили, что для ряда восточнославянских племен было характерно своеобразие украшений, относящееся в качестве составной части женского костюма к этническим признакам порядка. Спицын подтвердил предположение Шахматова об этническом своеобразии летописных племён.
Выводы Спицына и данная им характеристика восточнославянских племен приняли русские и иностранные исследователи. Эти представления были развиты Ю. В. Готье (1930), который, опираясь на все известные в то время источники предпринял попытку дать характеристику древностей восточнославянских племён и ответить на ряд связанных исторических вопросов. В направлении, заданном Спицыным, проводил свои исследования восточнославянских племен известный чешский славист Любор Нидерле (1904; 1956). В начале 1930-х годов вышли первые археологические монографии, которые об отдельных восточнославянских племенах. В работе А. В. Арциховского был систематизирован курганный материал вятичей XI—XIV веков (1930), Б. А. Рыбаков обратился к изучению радимичских курганных древностей (1932).
В работе 1937 года П. Н. Третьяков выразил сомнение в возможности применения материалов древнерусских курганов материалы для изучения племен «Повести временных лет». Он писал, что летописные племена следует изучать только по археологическим данным первобытно-общинного периода, поскольку курганы IX—XIII веков принадлежат уже к тому периоду, когда племена славян сошли или сходили с исторической арены. Территориальные различия женских украшений в курганных материалах XI—XIV веков учёный объяснял тяготением населения к разным экономическим центрам, бывшим пунктами массового ремесленного производства данных украшений. Границы распространения типов женских украшений связывались им с «формирующимися феодальными областями». На эту работу ответил Арциховский (1937) и другие археологи, отвергшие построения Третьякова. В более поздней литературе восточнославянские женские височные украшения считаются надёжным этносоциальным признаком. Отмечается, что по своему ареалу они не укладываются в какие-либо политические образования.
Изучение ремесленного производства древней Руси, включая изготовление височных колец, привело Рыбакова к выводу, что территориальное распространение этих украшений не было связано с экономическими центрами. Вещи из восточнославянских курганов создавались преимущественно деревенскими мастерами и имели ограниченные районы сбыта. Из этого делается заключение, что единство форм украшений в конкретных областях обусловливали только этнические особенности. В то же время начатая Третьяковым дискуссия имела положительные следствия, в том числе ценным было стремление привлечь археологические материалы второй половины 1-го тысячелетия н. э.
В крупной работе Третьякова (1941) о древностях второй половины 1-го тысячелетия н. э. словене были охарактеризованы на основе своих древнейших погребальных памятников — сопок, с кривичами были связаны материалы длинных курганов, с вятичами — погребальные насыпи с домовинами типа Шаньково — Почепок. Рыбаков (1947) предпринял попытку проследить историю и восстановить ареал полян и северян не только по курганам IX—XII веков, но и по археологическим памятникам III—VIII веков. В качестве северянских он рассматривал городища роменской культуры. С полянами, понимаемыми им как крупный племенной союзом, занимавший оба берега Днепра, им связывались предметы с выемчатой эмалью днепровского типа и антропоморфные фибулы. Третьяков (1948; 1953) написал обобщающую работу по восточноевропейским древностям 1-го тысячелетия н. э. и более раннего времени, которая сыграла существенную роль в изучении предыстории восточных славян. В то же время большая масса материалов древнерусских курганов не использовались этом исследовании. С получением новых данных по восточноевропейскому археологическому материалу 1-го тысячелетия н. э., не все положения книги Третьякова разделяются учёными.
Послевоенная советская археология акцентировала внимание на славянских памятниках третьей четверти 1-го тысячелетия н. э. и синхронных древностях соседнего населения. Результатом экспедиционных изысканий стала созданная Третьяковым (1966) и В. В. Седовым (1970; 1978) в общих чертах этническая карта Восточной Европы накануне широкого расселения славян. К началу 1980-х годов в распоряжении археологов имелось более 40 тысяч славянских погребальных комплексов.
Монография Седова 1982 года осветила многие вопросы этнической истории восточных славян, условия формирования древнерусской народности, дружинного сословия и раннефеодальных, были опубликованы новые данные по славянскому язычеству. Автор попытался обобщить все накопленные по восточнославянским племенам археологические материалы. На основе данные археологии и смежных наук Седов предложил реконструкцию конкретной истории каждого из двенадцати летописных восточнославянских племён, рассмотрел направления их расселения, обратился к вопросам их культурных связей с финно-угорским и балтским населением.
В связи с археологическим изучением восточнославянских племён с 1930-х годов антропологи начали систематизировать краниологический материал курганных могильников X—XIV веков в зависимости от ареалов племён, предполагаемых археологами. Однако племенное деление восточных славян не обнаружило соответствия в антропологической дифференциации. Антропологическая карта Восточной Европы X—XIV века существенно отличается от синхронной археологической. Антропологическое членение восточного славянства восходит к более раннему периоду и во многом находится в зависимости от антропологии субстратного населения, которое вошло в состав славянства.

## География
К VIII—IX векам восточнославянские племена расселились по значительным пространствам  Восточно-Европейской равнины — от Чудского и Ладожского озёр на севере до Чёрного моря на юге. На этой территории в числе рек южного стока наибольшую площадь имеет Днепр, обладающий крупными притоками Припятью, Десной и Сожем. К старым восточнославянским землям принадлежат также бассейн Днестра, Южного Буга и верхнее течение Волги, включая бассейн Оки. К бассейнам северной части Восточно-Европейской равнины принадлежат Ильменский, в который входят Ловать, Мета, Шелонь и Волхов; Псковский, включая реку Великую; Западнодвинский и Неманский

## Ранние общности
В первой половине 1-го тысячелетия н. э. Восточно-Европейскую равнину населяли племена, принадлежавшие к нескольким языковым группам. Самые северные территории, от Финляндии и Эстонии на западе до Урала на востоке, занимало финно-угорское население. На средней территории, которая выходит к побережью Балтийского моря между устьями Вислы до Западной Двины, проживали балты. Южные земли Поднепровья с примыкающими верховьями рек Буг и Днестр были заняты славянами, вплотную соприкасавшимися на южных рубежах с ираноязычными сарматскими общностями.
Для периода начала Средних веков со славянами, заселявшими Восточно-Европейскую равнину, связывается несколько археологических культур, которые выделяются по особенностям погребального ритуала, домостроительства и производимой керамики.
Первой достоверно славянской (праславянской) археологической культурой, по мнению большинства археологов, является пражско-корчакская культура V—VII веков, объединяющая регионы славянского мира, которые в результате распада праславянской общности стали ареалами самостоятельных славянских этнолингвистических групп — южных, западных и восточных славян. Консенсус о пражско-корчакской культуре как самой ранней достоверно славянской сложился по причине того, что её датировка совпала с первыми достоверными письменными упоминаниями славян, а также в связи с тем, что прослеживается её археологическая связь с последующими достоверно славянскими культурами Средней и Восточной Европы, чего нельзя сказать культурах, которые ей предшествовали — зарубинецкая в Верхнем Поднепровье, черняховской в Северном Причерноморье и др. Распространение пражско-корчакской культуры на больших территориях Центральной и Восточной Европы, от Эльбы и Дуная до Среднего Поднепровья, коррелирует со свидетельствами письменных источников о расселении славян, которое В. Н. Топоров и вслед за ним ряд других учёных называют демографическим взрывом.
К восточным славянам имеет отношение восточная часть носителей этой культуры на Волыни и в Припятском Полесье. На этой территории пражско-корчакская культура к начале VIII века развилась в лука-райковецкую VIII—IX веков, а последняя — также в древнерусскую. Ареал лука-райковецкой культуры делится на четыре региона концентрации археологических памятников, которые разделены лесными или болотистыми землями. Они соотнесятся с летописными волынянами, древлянами, дреговичами и полянами.
В междуречье Днестра и нижнего Днепра располагалась пеньковская культура V—VII веков, которая развилась из подольско-днепровского варианта черняховской культуры при участии племён киевской культуры. Пеньковская культура большинством учёных связывается с антами, рассматриваемыми как диалектно-племенное образование славян позднего праславянского периода. В VII веке пеньковская культура распространилась в междуречье нижнего Дуная и Днестра, где вместе с носителями пражско-корчакской культуры и местным населением образовала ипотешты-кындештскую культуру V—VII веков. В VIII веке пеньковская культура развилась в сахновскую, которая, в свою очередь приняла участие в формировании древнерусской культуры. В рамках этнических реконструкций археолога В. В. Седова к «антской группе» относятся носители пеньковской культуры и выделяемые им «русы» Приднепровья.
Третья группа раннесредневековых славян, как и носители пеньковской культуры, восходит к носителям черняховской культуры. Развитие последней было нарушено нашествием гуннов. Лишь небольшая часть носителей осталась в лесостепной части междуречья Днестра и Днепра, образовав пеньковскую культуру. Значительные массы совместно с гуннами переселились на запад, тогда как одна группа переместилась в плодородные земли Среднего Поволжья, где сформировала именьковскую культуру конца IV—VII веков. На рубеже VII—VIII веков в средневолжские земли вторглись кочевники-булгары, в результате чего часть именьковцев покинула их и расселилась в междуречье Днепра и верхнего Дона, вплоть до верхней и средней Оки. Эту диалектно-племенную группу славян представлеет волынцевская культура конца VII—VIII веков, эволюционировавшая в роменскую, боршевскую и окскую VIII—IX веков, которые, в свою очередь, легли в основу древнерусской культуры данного региона. К этой группе относят упоминаемых в летописных текстах северян, вятичей, радимичей, а также неизвестных летописцам донских славян.
Северные лесные земли Восточно-Европейской равнины до V века населялись балтскими и финно-угорскими племенами. На основании многочисленных находок среднеевропейского провинциально-римского происхождения считается, что в конце IV—V веках массы переселенцев из бассейна средней Вислы и близких районов бассейна Одера осваивали бассейны Ильменя и Псковского озера, Полоцкое Подвинье, Смоленское Поднепровье и земли междуречья Волги и Клязьмы. Более ранние археологические культуры на этих территориях прекратили своё существование, сложились новая система расселения и новые культуры.
В Псковско-Ильменском регионе к этим новым общностям относится культура псковских длинных курганов V—VIII веков, по всем признакам связываемая с раннесредневековыми славянскими древностями. Постепенно она развивается в древнерусскую. Отдельные элементы свидетельствуют о на наличии среди её носителей также балтов и финно-угров, которые вскоре были славянизированы. Псковские кривичи являлись потомками носителей культуры псковских длинных курганов. В Смоленско-Полоцком регионе сформировалась тушемлинская культура V—VII веков, участие в образовании которой приняли днепровские балты и пришлые славяне. В VIII веке на эту территорию переселились славяне из Псковско-Ильменских региона, и сложилась культура смоленско-полоцких длинных курганов VIII—IX веков, которая соотносится со смоленско-полоцкими кривичами. В междуречье Волги и Клязьмы проживал финноязычный народ меря. Здесь формируется мерянская культура VI—VIII веков, в сложении которой принимали участие также среднеевропейские славяне. В Приильменье удомельские древности легли в основу культуры сопок VIII—IX веков, отождествляемая с ильменскими словенами.
Между северным и южным регионами расселения славян оставались зоны проживания балтов, которым принадлежала колочинская культура V—VIII веков, расположенная в междуречье Днепра и Сожа. В бассейне Оки до XII века проживала голядь, известная по летописным текстам, с ней связывается мощинская культура. В результате внутрирегионального взаимодействия со восточнославянскими общностями это население вошло в состав восточнославянскими союзов племён и древнерусской народности.

## Формирование древнерусской культуры
С VII века на Восточно-Европейской равнине по археологическим данным прослеживается новый поток миграции славянского населения с Дуная, вначале в Поднестровье и Поднепровье, а после падения Великой Моравии в 906 году — вплоть до Приладожья. В VIII веке в Восточную Европу с территорий к северу от нижнего Дуная приходит новая волна славянских миграций, вызванная давлением романского населения, влахов/волохов. В числе славянских переселенцев с Подунавья имелось много квалифицированных ремесленников, что дало импульс для развития гончарного, ювелирного и других древнерусских ремёсел. Постепенная миграция славян из Дунайских земель отразилось в «Повести временных лет» и восточнославянском фольклоре. Переселение дунайских славян сыграло важную роль в этнокультурной консолидации разных славянских племён Восточной Европы.
Другая движущая сила интеграции восточных славян заключалась в формировании древнерусского дружинного сословия, которое в X веке смогло объединить различные по происхождению этнические компоненты, став мощным надплеменным образованием. Его культура вобрала в себя местные, скандинавские, византийские и восточные элементы. В X веке присутствие скандинавских дружинников и купцов повлияло на культуру поселений на крупных торговых путях и на раннегородские центры, включая Старую Ладогу, Гнёздово, Шестовицы под Черниговом, могильники Ярославского Поволжья и др.
К середине XII века в источниках наблюдается полное исчезновение старых племенных названий в пользу принадлежности к одной народности — «руси». Этническая дифференциация населения (словене, кривичи, поляне, древляне, северяне и др.) в источниках сменяется региональной (новгородцы, псковичи, смоляне, полочане, кияне и др.). В Новгороде и Киеве с самого раннего периода (с XI века) существовала единая летописная система.
О единой этнической общности свидетельствуют дальнейшее развитие древнеславянских культур Поднепровья, где лука-райковецкая культура наследует пражской культуре в Правобережье и роменской культуре в Левобережье, а также формирование единой древнерусской культуры X—XI веках.
Археологическими памятниками единой древнерусской культуры являются курганные могильники, исторические города, городища, включая волостные и общинные центры, владельческие усадьбы, крепости, а также селища. Важным фактором сложения древнерусской народности стало формирование и развитие городов. На всей территории Руси возникает единая городская культура, обладавшая одинаковыми ремесленными традициями, включая кузнечное, гончарное, ювелирное, косторезное, деревообрабатывающее ремёсла. Отсутствуют региональные различия металлического убранства костюма горожанок. Развитие торговли способствовало проникновению в сельскую местность изделий городских ремесленников, в результате чего возникают общерусские типы украшений, предметов быта и вооружений. На всей территории восточных славян начиная с IX—X веков формируется единый погребальный ритуал — однотипные по обряду и инвентарю курганы. Кремация по всей Руси с течением времени сменяется трупоположением с западной ориентацией тела. В основном общие типы формируются для браслетов, перстней, серёг, лунниц, ожерелий из стеклянных и пастовых бус, предметов быта, сопровождающих курганные захоронения.
К XII веку заметны также элементы прежнего племенного деления. На основании ромбощитковых височных колец в бассейне Ильменя и на смежных территориях можно выделить ильменских словен; характерным признаком смоленско-полоцких кривичей являются браслетообразные височные кольца; для древнерусского населения, которое вышло из мерянской культуры, характерны браслетообразные украшения с незавязанными концами; вятичи определяются по семилопастным височным кольцам, для радимичей характерны по семилучевые височные кольца, для северян — спиральные. У волынян, древлян, дреговичей и полян, как сравнительно поздно образовавшихся объединений, в женском убранстве этнографические различия отсутствовали. Также не имели собственных височных украшений уличи, тиверцы и хорваты. Эти племена различались по ряду особенностей погребального обряда.

## Социальная организация
В исторической науке существуют различные точки зрения на характер восточнославянского общества накануне образования Древнерусского государства. На одном полюсе находятся представления о социуме «без вертикальной иерархии, где нет имущественного неравенства» (например, Саймон Франклин и Джонатан Шепард). В советской и российской отечественной историографии обычными являются тезисы о процессах государствообразования. В качестве этапа этого развития рассматриваются «племенные княжения», восточнославянские догосударственные общности, упомянутые во вводной, недатированной части «Повести временных лет», с того времени, когда в них возникают свои «княжения» — летописный термин. Следующим этапом считается формирование южного и северного протогосударственных объединений: соответственно на территории Среднего Поднепровья, в земле полян, и на Севере Восточной Европы, в землях ильменских словен и части кривичей (И. П. Шаскольский, В. В. Седов и др.). Общим место остаётся представление, что славяне жили племенным строем — в родоплеменном обществе, основанном на кровнородственных связях. Семантическое поле этого классического представления, сформулированного в XIX веке Л. Г. Морганом и в популярной форме изложенного Фридрихом Энгельсом, накладывается на древнерусское слово «племя», имевшее, однако другое значение, чем современный термин. Поскольку у западных и южных славян заметна двухступенчатая структура, в рамках которой небольшие общности, имевшие собственные самоназвания составляли более крупные, то ко вторым часто применяется термин «союзы племен», а племенами называются их составные части. Б. А. Рыбаков в отношении восточных славян допускал, что известные из источников группировки были именно «союзами племён», тогда как названия их составных частей, то есть собственно «племен» до нас не дошли, исключая единичные случаи. Седов делал вывод, что племена были не только этническими группами восточных славян, но также политическими образованиями, племенными союзами.
А. А. Горский отмечает, что большинство названий известных по источникам VII—XII веков славянских догосударственных общностей связано с местностями обитания — гидронимами, особенностями ландшафта или дославянскими названиями местности. При этом большая часть этих названий фиксируется на землях, колонизованных славянами не ранее VI—VII веков, в процессе расселения славян, что означает, что речь об наименованиях, возникших на новом месте обитания. Самоназвание является важнейшим индикатором этнической общности, следовательно под новыми именами известны новообразования, сложившееся в ходе расселения или уже на новом месте из осколков прежних племен; в ходе расселения произошёл слом собственно племенной структуры, и собственно племена имелись у славян до начала расселения. Горский предлагает использовать для этих общностей термин из византийских источников — «славинии» (ср.-греч. Σκλαβηνία, Σκλαβυνία), а образования, включавшие несколько таких общностей — «союзами славиний». В целом в исторической литературе термин племена в отношении всех этих общностей сохраняется.
Во второй половине XX века на основе изучения общественного строя народов, сохранивших архаическое устройство, специалисты по политической антропологии пришли к представлению, что племя не перерастает в государство, и между этими стадиями существует другая стадия — вождество, главное отличие которого от племени в том, что племя эгалитарно, его старейшин не являются наследственной знатью, тогда как вождество иерархично, включая знатные роды. Вождества формируются в результате эволюции племен, а в процессе объединения ряда общин — более мелких, чем племя, группировок. Выделяются сложные вождества, которые включают подчинённые простые вождества, а у власти стоит правящий клан. Иногда выделяется также стадия сверхсложных вождеств, где главенствующая общность подчинила сложные вождества. При переходе от вождества к государственному устройству местная власть переходит от местных знатных родов к наместнику верховного правителя, и сбор дани сменяется на более сложная налоговую систему. Нет общепринятого мнения, были ли славянские догосударственные общности племенами или вождествам. Большинство учёных продолжает применять понятие «племя» (В. В. Седов, Е. А. Мельникова, Е. В. Пчелов, В. Я. Петрухин и др.). Как вождества восточнославянские догосударственные общности определяют Е. А. Мельникова, Е. А. Шинаков, А. Ю. Дворниченко и А. А. Горский.
Горский отмечает, что предполагаемые им новообразования («славинии») складывались посредством дробления племён и формирования из их осколков, что соответствует типичному для вождеств процессу образования через объединение единиц, меньших чем племя, бывших осколками прежних племён. При этом понятие «союз племён» противоречит понятию вождества, поскольку подразумевает, что общности сложились через объединение нескольких племён, а не более мелких единиц. «Повесть временных лет» в своей вводной, недатированной части, указывает, что по смерти Кия и его братьев полянами стал княжить их род: «И по сихъ братьи держати почаша родъ ихъ княженье в поляхъ». Кий и его братья рассматриваются как легендарные фигуры, но устная традиция сохранила представление о древности института княжеской власти. Затем сказано, что такие княжения имелись и у ряда других общностей: «а в деревляхъ свое, а дреговичи свое, а словѣни свое в Новѣгородѣ, а другое на Полотѣ, иже полочане». По прямому смыслу, говорится о правлении собственных княжеских родов. В исторической части упоминаются «князь деревский» Мал, другие древлянские «князи», а также «лучшие» и «нарочитые» «мужи». В «Поучении» Владимира Мономаха при упоминании войны начала 1080-х годов против вятичами упомянуты их предводители — Ходота и его сын. Для некоторых восточнославянских общностей имеются данные о многосоставной структуре. Полочане имели своё княжение, подобное полянскому и были подвинской частью кривичей; другая часть кривичей главным центром имела Смоленск. Под 984 годом упомянуты военные действия Владимира Святославича против части радимичей, «пищаньцев», живших по реке Пищане. Наиболее раннее упоминание славянского термина «князь», а не его греко- и латиноязычных аналогов фиксируется у арабоязычного автора Ибн Хордадбеха в середине или второй половине IX века: «Владыка славян называется кназ». По мнению Горского, данные по восточнославянским общностям свидетельствуют о преобладании у них признаков сложных вождеств; летопись сообщает о формировании у них наследственных «княжений» в период до прихода варяжских князей, то есть не позднее середины IX века. Отсутствие археологических свидетельств существования знати характерно и для ряда других регионов славянского ареала, где о существовании знати известно более определённо, и поэтому не может быть основанием для предположений о времени ее появления. По уровню развития знати восточные славяне могли отставать от славян, которые непосредственно соседствовали с Византией и Франкским государством, но сомнительно, что это отставание было значительным. В пользу близости уровня политического развития восточных славян со славянами других регионов может говорить их этнонимия, отразившая появление новых общностей. Применение к ним славянам предгосударственного периода понятия «племя» предполагает архаизацию их общественного строя; применение понятия «племенной строй» к раннесредневекововым славянам ведет к выводу, что государственность к ним была привнесена извне, поскольку племена не перерастают в государства.
Предполагается наличии двух центров государствообразования, южного, земли полян с центром в Киеве и северного. В северной области словене, кривичи и финноязычные общности сформировали объединение, пригласившее на княжение Рюрика, что напоминает переход от сложного вождества к сверхсложному, включавшему несколько сложных. Рядом археологов предполагается также, что в IX—X веках высокого уровня достигли прикарпатские хорваты и северяне.
А. С. Щавелёв даёт классификацию обществ X века (учёный принимает версию, что хронологическая сетка раннего летописания является результатом позднейшей реконструкции и искусственно «растянута» и удревнена в первую половину IX века, а завоевания славянских «племен» киевскими князями, начиная с Олега и Игоря, происходят приблизительно 900 года), стоявших за летописными славянскими «этнонимами». Исследователь приходит к выводу, что за однотипные в плане языка и литературного контекста ранних летописных источников этнонимы относились к разным по типу идентичности общностям. По его мнению, точная локализация, идентификация и выявление типа общности для дреговичей, бужан и радимичей практически невозможны. Названия дреговичи и бужане могли являться экзоэтнонимами. Поляне и уличи были небольшими локальными городскими общинами Киева и Пересечена и их окрестностей; кривичи составляли религиозно-культовый союз, который был объединён единым погребальным обрядом; словене являлись этнополитической группировкой вначале скандинаво-славяно-финской конфедерации, затем группой элиты Новгорода; древляне представляли собой типичное вождество; северяне были либо вождеством, либо племенем, возможно, «племенной конфедерацией» или сетью протогородов, и имели уровнь организации, аналогичный вождеству; вятичи в X веке были акефальной этнокультурной группой, к концу XI века сформировавшей вождество на периферии Руси.
«Летописные» названия восточнославянских социумов зафиксировавны в только в источниках X—XI века. Существование этих «племён» в VIII—IX веках не может уверенно предполагаться ввиду отсутствия синхронных письменных свидетельств. По письменным источникам, относящимся к началу X веку, к IX веку может быть отнесено формирование полян, уличей, древлян, северян, вятичей и словен. Данные общности формировались не в «древние времена», а, предположительно, в течение второй половины IX века и X веке — по данным источников. При этом сами этнонимы могут быть древними и восходить к периоду славянского или балто-славянского единства, времени проживания на прародине и эпохе последующих миграций славян. Образование их идентичностей явилась реакцией на процессы интенсификации и усложнения системы торговых путей, появление эмпориев, проникновение скандинавов, агрессивные действия хазар и других кочевников, затем экспансию династии Рюриковичей из Киева и Новгорода.

## Хозяйство
В ранний период для устройства поселений, ещё не укреплённых, славяне выбирали земли, пригодные для земледелия и пастбищ, что свидетельствует о земледельческо-скотоводческом хозяйстве. При изучении этнографических особенностей домостроительства отмечаются две группы: жилища лесной полосы, которые стали основой для севернорусских домов и полуземлянки, являвшиеся прототипами южнорусских жилищ и украинских хат.

## Мифология и религия
По мере расселения славян с праславянской территории происходила дифференциация славянской мифологии и обособление локальных вариантов, долго сохранявших основные характеристики общеславянской мифологии. Таковы мифология балтийских славян (западнославянские племена северной части междуречья Эльбы и Одера) и восточных славян. Предположительно существовали и другие варианты (в частности, южнославянские на Балканах и западнославянские в польско-чешско-моравской области), но сведений о них сохранилось мало.
При расселении восточнославянских племён в VI—IX веках мифологии их отдельных групп могли испытывать влияние мифологий финно-угорских, балтских и тюркских народов.
Ранние сведения о восточнославянской мифологии известны из русских летописей. Согласно «Повести временных лет», князь Владимир Святославич в 980 году попытался создать общегосударственный языческий пантеон. На киевском холме за пределами княжеского теремного двора были установлены идолы Перуна, Хорса, Дажьбога, Стрибога, Семаргла и Мокоши.
Главными божествами пантеона являлись громовержец Перун и «скотий бог» Волос (Велес), противостоящие друг другу топографически — идол Перуна на холме, идол Волоса — возможно, внизу, на киевском Подоле, и предположительно по социальной функции — Перун — бог княжеской дружины, Велес — остальной Руси). Мокошь, единственный женский персонаж владимирского пантеона, была связана с характерными женскими занятиями, особенно с прядением. Другие боги пантеона известны меньше, но все имеют отношение к наиболее общим природным функциям: Стрибог предположительно был связан с ветрами, Дажьбог и Хорс — с солнцем, равно как и Сварог, упоминаемый в других письменных источниках — с огнём. Менее ясен Семаргл.
Помимо богов, входивших в этот пантеон, известны и другие мифологические персонажи, о которых обычно сообщают более поздние источники. Они могут быть связаны с семейно-родовым культом и судьбой (Рожаницы и Род) или с сезонными обрядами (Ярила). Статус многих таких персонажей в славянской мифологии и даже само их наличие в мифологии дохристианской эпохи являются предметом споров.
«Слово о полку Игореве» дважды говорит о русичах как о внуках Дажьбога, который, предположительно, рассматривается в качестве родоначальника или покровителя народа Руси, его наследия и богатства.
С началом мифологизированной исторической традиции возникают представления об эпических героях. Сведения о них фрагментарны и имеются лишь по отдельным славянским традициям. Так, известны генеалогические герои Кий, Щек, Хорив у восточных славян. Более древние истоки имеют персонажи, выступающие как противники этих героев, например в змееподобные чудовища, поздними вариантами которых считаются Соловей-разбойник и Рарог-Рарашек. Предположительно праславянским является мифологический сюжет о князе-оборотне, от рождения наделённом знаком волшебной власти, в том числе восточнославянский эпос о Всеславе.
Языческие храмы восточных славян не известны ни по письменным источникам, ни по археологическим материалам. В отличие от западных славян, у восточных не сложились храмовые архитектура и скульптура. Основными источникам сведений о славянских языческих святилищах являются данные археологии. Однако учёные по-разному интерпретируют эти данные. Каменную вымостку, которая была обнаружена в результате ещё не совсем научных раскопок В. В. Хвойки в 1908 году и рассматривавшиеся как капище Перуна или гипотетического божества Рода, а также шесть или пять выступов предположительно предназначенные для идолов пантеона Владимира, найденные в 1975 году на Владимирской улице в подвале современного дома, лишены точной датировки и археологической документации, что делает невозможной их научную интерпретацию. Перынь под Новгородом стала рассматриваться как место капища Перуна только поздними летописными и другими преданиями. Археолог В. В. Седов обнаружил в Перыни круглые ровики, имеющие следы огня, и рассматривал эти находки как остатки святилища. Однако эта интерпретация подвергается сомнению, и находки могут быть остатками снивелированных сопок, погребальных насыпей. Археологи И. П. Русанова, Б. А. Тимощук предложили интерпретацию ряда памятников XI—XIII юго-западных окраин Киевской Руси как языческих городов-святилищ в ситуации предполагаемого «двоеверия», например, святилища у горы Богит и другие памятники на реке Збруч. Это понимание также носит дискуссионный характер. Найденные на этих городищах человеческие останки могут свидетельствовать о военном разгроме. Часть из них относится ко времени монгольского нашествия. В этих локациях не обнаружены никакие культовые изображения, идолы. В нынешнем Звенигороде Тернопольской области культовым объектом мог быть опрокинутый камень, возможно, антропоморфная стела, что, предположительно, связано с ниспровержением идолов, применительно к Киеву, описанным в летописи.
Седов считал, что вождь (князь) у древних славян совмещал в себе административные, военные и религиозные функции.
Крещение Руси сопровождалось не только уничтожением капищ и низвержением кумиров, отражёнными в письменных источниках. На рубеже X и XI веков меняется вся материальная культура, включая декоративно-прикладное искусство и погребальный обряд. Исчезает обряд трупосожжения. Курганный обряд сохранялся в сельской местности до конца XI века, но умершие хоронились уже под насыпью на поверхности земли и головой на запад. В городах получает распространение полностью христианский обряд погребения. Исчезают монументальные славянские погребальные памятники — сопки, они сменяются невысокими «жальниками». Характерные предметы культа меняются с ранних крестов из листового серебра на литые кресты-тельники «скандинавского типа» (неточное обозначение, эти кресты с тремя шариками на концах распространяются в XI веке на Руси и в Скандинавии, но сама их форма имеет византийское происхождение). Роскошное языческое убранство костюма X века, в том числе украшения в скандинавском зверином стиле, сменяется на более скромный убор. Некоторые элементы «языческого» убора при этом утрачивают свою семантику. Так, серебряные зернёные скандинавские амулеты-привески (молоточки Тора) включаются в одно ожерелье с серебряными бусами и крестом (киевский клад XII века).